# Feuchères (Ardennes)
Pour les articles homonymes, voir Feuchères.
Feuchères est une localité de Sapogne-et-Feuchères et une ancienne commune française, située dans le département des Ardennes en région Grand Est.

## Toponymie
Le nom de la localité est attesté sous les formes Flechieres en 1257 , de Fouchieres avant 1312.
Sens du toponyme : « lieu où pousse la fougère ».

## Histoire
À l'époque de la fusion, Feuchères comptait 133 habitants.
Elle fusionne avec la commune de Sapogne, en 1828, pour former la commune de Sapogne-et-Feuchères.

## Administration
| Période                                  | Période | Identité | Étiquette | Qualité |
| ---------------------------------------- | ------- | -------- | --------- | ------- |
| Les données manquantes sont à compléter. |         |          |           |         |
|                                          |         |          |           |         |

## Démographie
| 1793 | 1800 | 1806 | 1821 |
| ---- | ---- | ---- | ---- |
| 80   | 103  | 112  | 133  |

Histogramme

(élaboration graphique par Wikipédia)